# Marcelina Halicz
Marcelina Halicz – polska autorka tekstów piosenek, w tym tłumaczeń na język polski przebojów Jana Kiepury (m.in. „Brunetki, blondynki”), którego była osobistą sekretarką podczas pobytu w Niemczech.
Była autorką tekstów piosenek filmowych, często mylnie przypisywanych aktorowi Michałowi Haliczowi (Blombergowi), bratu Tadeusza Olszy.

## Piosenki z tekstem Marceliny Halicz
- Brunetki, blondynki (marsz-foxtrot), oryg. „Ob blond, ob braun, ich liebe alle Frau’n”; muz. Robert Stolz, słowa Marcella Halicz, J. Wachtel;
- Do ciebie ślę piosenkę mą (walc wiedeński), oryg. Ich sing mein Lied heute nur für dich; muz. Robert Stolz;
- Manuella (walc-piosenka), oryg. Manuela, Mein Herz Ruft Immer Nur Nach Dir O Marita; muz. Robert Stolz;
- Musisz w tę noc moją być (tango pieśń), oryg. Schenk Mir Dein Herz Heute Nacht; muz. Robert Stolz;
- Ninon (slowfox); muz. Walter Jurmann, Bronisław Kaper;
- Signorina, Signorina (pieśń); muz. Walter Jurmann, Bronisław Kaper[1].